# PA-32
La PA-32 est une voie rapide urbaine qui permet d'accéder à Pampelune depuis les autoroutes A-12 et A-15 en venant du sud-ouest (Logroño, Burgos...).
Elle prolonge l'A-12 à hauteur de Zizur Mayor au niveau de la bifurcation entre l'Autoroute du Chemin de St Jacques de Compostelle et l'A-15 pour desservir l'Université de Navarre ainsi que les zones industrielles de l'ouest de l'agglomération (Lanbaden, Arazuri-Orcoyen,...).

Elle double l'ancienne route nationale N-240.
D'une longueur de 4,6 km environ, elle prolonge l'A-12 jusqu'au centre urbain de Pampelune sur le prolongement de la Avenida de Arostegui

## Tracé
- Elle débute au sud-ouest de Pampelune où elle prolonge avec l'A-12 au niveau de la bifurcation avec l'A-15 en provenance de Logroño ou Burgos....
- Elle dessert l'Université de Navarre mais aussi les zones industrielles du sud-ouest de la ville (Lanbaden, Arazuri-Orcoyen,...)

## Sorties
| Sorties | Villes                                                                                             |      |
| ------- | -------------------------------------------------------------------------------------------------- | ---- |
|         | Jaca - Huesca A-21 Saragosse - Vitoria-Gasteiz AP-15 Pampelune Ouest - Noain Logroño - Burgos A-12 | A-15 |
|         | Cizur - Université de Navarre                                                                      |      |
|         | Zone Industrielle                                                                                  |      |
|         | Université de Navarre - Virgen del Camino Pampelune-Calle de Concepcion Benitez                    |      |
|         | Clinique Universitaire de Navarre - Virgen del Camino                                              |      |
|         | Pampelune Centre - Pampelune-Avenida de Navarre                                                    |      |

### Référence
- Nomenclature